# مجزرة مسجد مصعب بن عمير
في 22 أغسطس 2014، قامت مليشيات شيعية بقتل 73 شخصاً على الأقل في هجوم على مسجد مصعب بن عمير في قرية إمام ويس غربي ناحية السعدية (إلى شمال شرق من بغداد وجنوب مدينة بعقوبة) في محافظة ديالى بالعراق. الهجوم حدث خلال صلاة الجمعة، وفي وقت الهجوم كان هناك حوالي 150 مصلي في المسجد. الهجوم حدث خلال المعارك التي يخوضها تنظيم الدولة الإسلامية في العراق والشام (داعش) ضد الحكومة العراقية. وأنحي باللائمة في الهجوم على ميليشيات شيعية تقاتل إلى جانب الجيش العراقي ضد داعش، وفي 2 نوفمبر 2014، ادعت منظمة هيومن رايتس ووتش أن مليشيات مرتبطة بايران هي التي نفذت الهجوم حسب شهادات الناجين وشهود العيان.
وفي بيان لتنظيم الدولة الإسلامية (داعش) أعلن عن مسؤوليته عن المجزرة التي راح ضحيتها العشرات من المصلين وذلك بسبب عدم مبايعة أهالي المنطقة زعيم التنظيم ابو بكر البغدادي .

## ردود الفعل
- دان رئيس الوزراء العراقي المكلّف حيدر العبادي قتل المدنيين والمصلين في محافظة ديالى وطالب الأجهزة المعنية بملاحقة القتلة وإنزال أشد العقوبات بهم.[6]
- دعا سليم الجبوري رئيس مجلس النواب إلى عدم السكوت عن افعال المليشيات المتواجدة في الشارع تحت أي ذريعة وقال ان ماحصل بحق المصلين يعد مجزرة مروعة.[7]
- طالب ائتلاف الوطنية التابع لرئيس الوزراء السابق إياد علاوي بتدويل مجزرة ديالى[8]
- قالت منظمة هيومن رايتس ووتش إن أفراد عصائب اهل الحق الحق التي التحقت بالشرطة والجيش العراقيين في الحرب على تنظيم الدولة الإسلامية هي التي قتلت 34 داعشياً كانوا يؤدون صلاة الجمعة يوم 22 أغسطس/آب في مسجد مصعب بن عمير.[9]

## إدانة المنفذين
في سنة 2015، ادعة الاعلام صدر حكم قضائي بإعدام المنفذين لمجزرة المسجد، وكانوا من ميلشيات تابعة لإيران، غيرَ أنه لم يكن موجود اي حكم حتى يوم 13 آب سنة 2020 حينَ أُعلنَ عن تبرئة المتهمين، وإطلاق سراحهم، فأثار ذلك غضب أهالي القتلى، هذا وتسيطر مليشيا بدر وعصائب أهل الحق على الدوائر الاقتصادية والأمنية في محافظة ديالى منذ عدة سنوات.